# Syrphoctonus pleuralis
Syrphoctonus pleuralis är en stekelart som först beskrevs av Cresson 1868.  Syrphoctonus pleuralis ingår i släktet Syrphoctonus och familjen brokparasitsteklar. Utöver nominatformen finns också underarten S. p. syrphicola.